# Treklyano Island
Treklyano Island (englisch; bulgarisch остров Трекляно ostrow Trekljano) ist eine 330 m lange und 250 m breite Insel vor der Nordostküste von Robert Island im Archipel der Südlichen Shetlandinseln. Sie liegt 3,8 km nordwestlich des Kitchen Point und 6,6 km südöstlich des Newell Point. Der Bikorn Lake nimmt das gesamte Zentrum der Insel ein.
Bulgarische Wissenschaftler kartierten sie 2008. Die bulgarische Kommission für Antarktische Geographische Namen benannte sie im selben Jahr nach der Ortschaft Trekljano im Westen Bulgariens.